# Beaverdale (Pennsylvanie)
Beaverdale est une census-designated place située dans le comté de Cambria, dans l’État de Pennsylvanie, aux États-Unis. Lors du recensement de 2020, elle compte 959 habitants.